# Cho Hyang-Mi
Cho Hyang-Mi (15 de abril de 1973) es una deportista surcoreana que compitió en taekwondo. 
Ganó cuatro medallas en el Campeonato Mundial de Taekwondo entre los años 1991 y 1999, y tres medallas en el Campeonato Asiático de Taekwondo entre los años 1994 y 2000. En los Juegos Asiáticos de 1998 consiguió una medalla de oro.

## Palmarés internacional
| Campeonato Mundial  | Campeonato Mundial    | Campeonato Mundial | Campeonato Mundial |
| Año                 | Lugar                 | Medalla            | Categoría          |
| ------------------- | --------------------- | ------------------ | ------------------ |
| 1991                | Atenas (Grecia)       | Medalla de bronce  | –65 kg             |
| 1995                | Manila (Filipinas)    | Medalla de oro     | –65 kg             |
| 1997                | Hong Kong (China)     | Medalla de oro     | –65 kg             |
| 1999                | Edmonton (Canadá)     | Medalla de oro     | –63 kg             |
| Juegos Asiáticos    |                       |                    |                    |
| Año                 | Lugar                 | Medalla            | Categoría          |
| 1998                | Bangkok (Tailandia)   | Medalla de oro     | –65 kg             |
| Campeonato Asiático |                       |                    |                    |
| Año                 | Lugar                 | Medalla            | Categoría          |
| 1994                | Manila (Filipinas)    | Medalla de bronce  | –65 kg             |
| 1996                | Melbourne (Australia) | Medalla de oro     | –65 kg             |
| 2000                | Hong Kong (China)     | Medalla de oro     | –63 kg             |